# Bruno Cesari
Bruno Cesari (Pesaro, 24 ottobre 1933 – Pesaro, 30 gennaio 2004) è stato uno scenografo italiano.

## Filmografia

### Arredatore
- Il segno di Zorro, regia di Mario Caiano (1963)
- Erik il vichingo, regia di Mario Caiano (1965)
- Io la conoscevo bene, regia di Antonio Pietrangeli (1965)
- Dio, come ti amo!, regia di Miguel Iglesias (1966)
- Meglio vedova, regia di Duccio Tessari (1968)
- Il padre di famiglia, regia di Nanni Loy (1969)
- Germania 7 donne a testa, regia di Paolo Cavallina e Stanislao Nievo (1970)
- Anda muchacho, spara!, regia di Aldo Florio (1971)
- Noi donne siamo fatte così, regia di Dino Risi (1971)
- Lo scopone scientifico, regia di Luigi Comencini (1972)
- Pane e cioccolata, regia di Franco Brusati (1973)
- Il viaggio, regia di Vittorio De Sica (1974)
- Breve incontro - film per la televisione (1974)
- L'eredità Ferramonti, regia di Mauro Bolognini (1976)
- La stanza del vescovo, regia di Dino Risi (1977)
- Il gatto, regia di Luigi Comencini (1977)
- Ciao maschio, regia di Marco Ferreri (1978)
- Prova d'orchestra, regia di Federico Fellini (1978)
- Il giocattolo, regia di Giuliano Montaldo (1979)
- La città delle donne, regia di Federico Fellini (1980)
- Marco Polo, regia di Giuliano Montaldo - sceneggiato televisivo (1982)
- C'era una volta in America (Once Upon a Time in America), regia di Sergio Leone (1984)
- A.D. - Anno Domini - miniserie TV (1985)
- La ciociara, regia di Dino Risi - film per la TV (1988)
- Étoile, regia di Peter Del Monte (1988)
- Mamma Lucia - miniserie televisiva (1988)
- Snack Bar Budapest, regia di Tinto Brass (1988)
- Leviathan, regia di George Pan Cosmatos (1989)
- Paprika, regia di Tinto Brass (1991)
- La primavera di Michelangelo, regia di Jerry London - film per la TV (1991)
- Piccolo Buddha, regia di Bernardo Bertolucci (1993)
- L'immagine del desiderio, regia di Juan José Bigas Luna (1997)
- The Eighteenth Angel, regia di William Bindley (1998)
- La leggenda del pianista sull'oceano, regia di Giuseppe Tornatore (1998)
- Il talento di Mr. Ripley, regia di Anthony Minghella (1999)
- Malèna, regia di Giuseppe Tornatore (2000)

### Direttore artistico
- L'ultimo imperatore, regia di Bernardo Bertolucci (1987)
- Così fan tutte, regia di Tinto Brass (1992)
- Harem Suare, regia di Ferzan Özpetek (1999)

### Costumi
- I frutti amari (Fruits amers - Soledad), regia di Jacqueline Audry (1967)

## Premi e riconoscimenti
- Ciak d'oro
  - 1988 - Migliore scenografia per L'ultimo imperatore[1]
  - 2001 - Migliore scenografia per Le fate ignoranti[2]